# The Star-Spangled Banner
The Star-Spangled Banner ('La Bandera Tatxonada d'Estels') és l'himne nacional dels Estats Units. La lletra va ser escrita per Francis Scott Key, un advocat i poeta amateur, avantpassat de l'escriptor Francis Scott Fitzgerald. Durant la Batalla de Baltimore de la Guerra del 1812, Key va presenciar el bombardeig del Fort McHenry per les tropes britàniques, des de la badia de Chesapeake. La victoria dels americans el va inspirar a escriure un poema, "The Defence of Fort McHenry", que es va convertir en una cançó patriòtica després que s'adaptés a la música d'una cançó en anglès: To Anacreon in Heaven. Va esdevenir himne nacional per una resolució del Congrés americà el 3 de març del 1931.

## L'himne en anglès i la traducció al català
Usualment només es canta la primera estrofa.
| 1 O say can you see by the dawn's early light What so proudly we hailed at the twilight's last gleaming? Whose broad stripes and bright stars through the perilous fight, O'er the ramparts we watched were so gallantly streaming? And the rockets' red glare, the bombs bursting in air, Gave proof through the night that our flag was still there. O say does that star-spangled banner yet wave O'er the land of the free and the home of the brave? | 1 O, digueu-me, podeu veure a la primera llum de l'aurora allò que amb orgull vam saludar a l'últim centelleig del crepuscle? les amples bandes i brillants estrelles de la qual, en la fera lluita sobre les muralles contemplem onejant amb galania? I la resplendor vermella dels coets i les bombes esclatant a l'aire van donar proves a la nit que la nostra bandera encara hi era O digueu-me, encara oneja la bandera de les estrelles centellejants sobre la terra dels lliures i la llar dels valents? |
| 2 On the shore, dimly seen through the mists of the deep, Where the foe's haughty host in dread silence reposes, What is that which the breeze, o'er the towering steep, As it fitfully blows, half conceals, half discloses? Now it catches the gleam of the morning's first beam, In full glory reflected now shines in the stream: Tis the star-spangled banner, O! Long may it wave O'er the land of the free and the home of the brave.              | 2 Sobre la costa tènue es veu entre la boira, on l'host arrogant de l'enemic reposa en terrible silenci, Què és allò que la brisa, sobre l'altíssima pendent, quan bufa, ara amaga, ara revela? Ara rep el centelleig del primer raig del matí, En plena glòria de la reflexió, ara brilla en el rierol: És la bandera de les estrelles centellejants! Que per molt temps onegi sobre la terra dels lliures i la llar dels valents.                                                                              |
| 3 And where is that band who so vauntingly swore That the havoc of war and the battle's confusion, A home and a country should leave us no more? Their blood has washed out their foul footsteps' pollution. No refuge could save the hireling and slave From the terror of flight, or the gloom of the grave. And the star-spangled banner in triumph doth wave O'er the land of the free and the home of the brave.                                     | 3 I on és aquella banda que envanida jurava que el caos de la guerra i la confusió de la batalla, ens deixaria sense llar ni país? La seva sang ha rentat la taca dels seus vils passos. Cap refugi ha pogut salvar el mercenari ni l'esclau Del terror de la fugida o de la penombra de la tomba. I la bandera de les estrelles centellejants en triomf oneja sobre la terra dels lliures i la llar dels valents.                                                                                               |
| 4 O thus be it ever, when freemen shall stand Between their loved home and the war's desolation. Blest with vict'ry and peace, may the Heav'n rescued land Praise the Power that hath made and preserved us a nation! Then conquer we must, when our cause it is just, And this be our motto: "In God is our trust." And the star-spangled banner in triumph shall wave O'er the land of the free and the home of the brave!                              | 4 O, que així sigui sempre, quan els homes lliures s'interposin entre la seva estimada llar i la desolació de la guerra. Beneïda amb victòria i pau, que la terra rescatada pel Cel lloï el Poder que ens ha creat i preservat com a nació! Hem de conquerir quan la nostra causa sigui justa, I que aquest sigui el nostre lema: "En Déu confiem". I la bandera de les estrelles centellejants en triomf onejarà sobre la terra dels lliures i la llar dels valents!                                            |